# اورکل پاور بروز
اورکل پاور بروزر یک مرورگر وب بود که توسط اورکل کورپوریشن در سال ۱۹۹۶ ایجاد شد و عمدتاً به دلیل مشکلات مربوط به سرعت متوقف شد.